# Franz Dinhobl
Franz Dinhobl, auch Franziskus Dinhobl (* 29. Dezember 1961 in Wien) ist ein österreichischer Politiker der Österreichischen Volkspartei (ÖVP). Seit März 2018 ist er Abgeordneter zum Landtag von Niederösterreich.

## Leben

### Ausbildung und Beruf
Franz Dinhobl besuchte ein Bundesrealgymnasium in Wiener Neustadt, wo er 1980 maturierte. Anschließend begann er an der Universität für Bodenkultur Wien ein Studium der Kulturtechnik und Wasserwirtschaft, das er 1989 als Diplomingenieur abschloss. Nach dem Studium war er im Zivilingenieurbüro Werner beschäftigt, 1993 begann er bei der NÖSIWAG (Niederösterreichische Siedlungswasserbau Gesellschaft), der späteren EVN Wasser GmbH, wo er 1998 Prokurist und 2005 technischer Geschäftsführer wurde.
Seit 2006 ist er Mitglied des Aufsichtsrates der Wiental-Sammelkanal Gesellschaft m.b.H. und seit 2016 der Niederösterreichischen Beteiligungsgesellschaft für Abfallwirtschaft und Umweltschutz Ges.m.b.H. (BAWU). Seit 2015 ist er Aufsichtsratsvorsitzender der Wiener Neustädter Stadtwerke und Kommunal Service GmbH (WNSKS). Anfang 2017 wurde er zum Vizepräsidenten der Österreichischen Vereinigung für das Gas- und Wasserfach (ÖVGW) bestellt. Für die Jahre 2019 und 2020 wurde er zum Präsidenten bestellt. Anfang 2021 folgte ihm Michael Haselauer in dieser Funktion nach.
Seit 1984 ist er Mitglied der katholischen Studentenverbindung KÖHV Neostadia Wiener Neustadt im ÖCV.

### Politik
Franz Dinhobl ist seit 1995 Mitglied des Gemeinderates in Wiener Neustadt, wo er 2005 Klubobmann des Gemeinderatsklubs der ÖVP wurde und seit 2010 als Stadtrat fungiert und bis 2020 für die Ressorts Bauen, Immobilien, Wirtschaftshof und Stiftungen verantwortlich war. Nach der Gemeinderatswahl 2020 wurde er Stadtrat für Stadtentwicklung, Infrastruktur und Mobilität.
Bei der Landtagswahl in Niederösterreich 2018 kandidierte er in Nachfolge von Klaus Schneeberger, der auf der Landesliste kandidierte, als Spitzenkandidat im Bezirk Wiener Neustadt. Am 22. März 2018 wurde er in der konstituierenden Landtagssitzung der XIX. Gesetzgebungsperiode als Abgeordneter zum Landtag von Niederösterreich angelobt. Im Juni 2021 wurde er zum Stellvertreter von Stadtparteiobmann Christian Stocker der Volkspartei Wiener Neustadt bestellt. Bei der Landtagswahl 2023 kandidierte er erneut als ÖVP-Spitzenkandidat im Landtagswahlkreis Wiener Neustadt.